# Gabino Bugallal Araújo

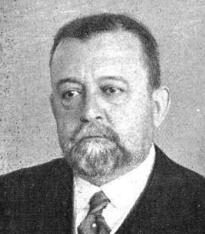
Gabino Bugallal

Gabino Bugallal Araújo, Graf (Conde) de Bugallal (* 19. Februar 1861 in Ponteareas; † 31. Mai 1932 in Paris) war ein spanischer Politiker und Ministerpräsident Spaniens (Presidente del Gobierno).

## Biografie

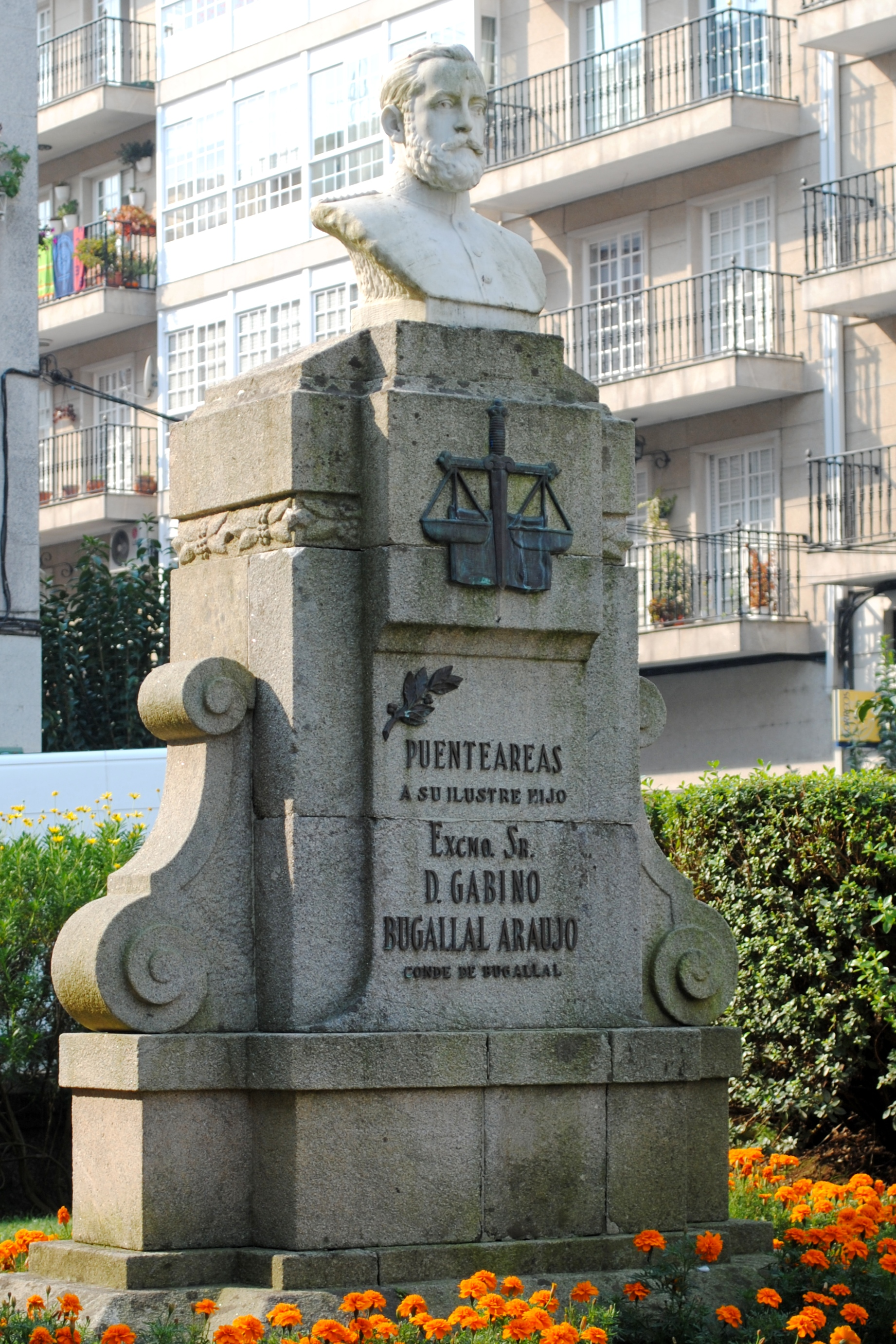
Gabino Bugallal Araujo

### Studium und Abgeordneter
Nach dem Studium der Rechtswissenschaften war er als Rechtsanwalt tätig, begann jedoch seine politische Laufbahn bereits am 4. April 1886 mit der erstmaligen Wahl zum Abgeordneten des Parlaments (Congreso de los Diputados), wo er bis zum 12. September 1927 über vierzig Jahre zunächst die Interessen des Wahlkreises Pontevedra, später die von Ourense und zeitweise von Alicante vertrat.

### Minister
Am 20. Juli 1903 wurde Bugallal Araújo von Raimundo Fernández Villaverde als Minister für öffentlichen Unterricht und schöne Künste (Ministro de Instrucción Pública y Bellas Artes) erstmals in eine Regierung berufen und behielt dieses Amt bis zum Ende von Fernández Villaverdes Regierungszeit am 5. Dezember 1903.
Nachdem er zehn Jahre keiner Regierung mehr angehörte, wurde er am 27. Oktober 1913 von Eduardo Dato als Schatzminister (Ministro de Hacienda) berufen, ein Amt, das er bis zum 9. Dezember 1915 bekleidete. Während dieser Zeit war er von Dezember 1914 bis Januar 1915 auch amtierender Minister für öffentlichen Unterricht und schöne Künste.
Am 11. Juni 1917 wurde er als Schatzminister auch Mitglied der zweiten Regierung von Dato Iradier und übte dieses Amt bis zum 3. November 1917 aus. Unter Ministerpräsident Joaquín Sánchez de Toca war er seit dem 20. Juli 1919 wieder Schatzminister und behielt dieses Amt auch unter der nachfolgenden Regierung von Manuel Allendesalazar vom 12. Dezember 1919 bis zum 5. Mai 1920.
Im darauf folgenden Kabinett von Dato Iradier war er bis zum 1. September 1920 zunächst Minister für Gnadengesuche und Justiz (Ministro de Gracia y Justicia) und dann Innenminister (Ministro de Gobernación).

### Ministerpräsident
Nachdem Dato Iradier am 8. März 1921 beim Verlassen des Parlamentsgebäudes in Madrid von drei katalanischen Anarchisten erschossen wurde, wurde Bugallal Araújo als Innenminister von König Alfons XIII. zum amtierenden Ministerpräsidenten (Presidente del Gobierno) einer Übergangsregierung ernannt. Wie bereits als Innenminister verfolgte er eine strikte Politik zur Beendigung sozialer Konflikte. Seine Bemühungen gegen den Willen von Maura Montaner eine homogene konservative Regierung zu bilden, scheiterte jedoch.
Nach fünftägiger Amtszeit übergab er dieses Amt dann jedoch an Allendesalazar Muñoz de Salazar, in dessen Regierung er bis zum 14. August 1921 weiter das Amt des Innenministers ausübte.
Vom 15. März 1922 bis zum 6. April 1923 war er Präsident des Deputiertenkongresses. Als überzeugter Anhänger der Monarchie war er ein strikter Gegner der zwischen September 1923 und Januar 1930 andauernden Militärdiktatur von Miguel Primo de Rivera.
Im Kabinett von Juan Bautista Aznar Cabañas, der letzten Regierung während der Herrschaft von König Alfons XIII., war er schließlich vom 18. Februar bis zum 14. April 1931 Minister für die Nationalwirtschaft (Ministro de Economía Nacional). Nach dem Sieg der republikanisch orientierten Parteien unter Niceto Alcalá-Zamora war er der einzige namhafte Regierungspolitiker, der zur Verteidigung der Monarchie den Einsatz der Armee forderte. 1931 war er neben Álvaro Figueroa Torres auch Vorsitzender der Partido Liberal.

### Ehrenämter und Auszeichnungen
Wegen seiner politischen Verdienste wurde er am 2. Juli 1919 zum Mitglied der Real Academia de Ciencias Morales y Políticas, wo er bis zu seinem Tod den Sessel (Sillón) 11 einnahm. Seine Antrittsrede, die 103. in der Geschichte der Akademie, hielt er am 15. Mai 1921 zum Thema der Parlamentarischen Unverletzlichkeit (Inviolabilidad parlamentaria).
Außerdem war er Mitglied der Königlich-Galicischen Akademie (Real Academia Galego).
Als bedeutendstem Politiker seiner Heimatstadt wurde ihm 1956 ein Denkmal im Stadtpark von Ponteareas gesetzt.